# بوبي روبنسون
بوبي روبنسون (بالإنجليزية: Bobby Robinson)‏ (10 نوفمبر 1950 بإدنبرة في المملكة المتحدة - 24 ديسمبر 1996) هو لاعب كرة قدم بريطاني في مركز الوسط. شارك مع منتخب اسكتلندا تحت 21 سنة لكرة القدم ومنتخب اسكتلندا لكرة القدم. أما مع النوادي، فقد لعب مع دندي يونايتد وريث روفرز ونادي دندي ونادي فالكيرك وهارت أوف ميدلوثيان.

## وصلات خارجية
- بوبي روبنسون على موقع الاتحاد الإسكتلندي (الإنجليزية)